# Фомин, Пётр Иванович (экономист)
Петр Иванович Фоми́н (7 декабря 1873, Москва — 1936, Харьков) — российский и советский экономист.

## Биография
Родился в Москве, происходил из мещан.
Среднее образование получил в 1-й Московской гимназии, по окончании которой в 1892 году поступил на юридический факультет Московского университета. В 1895 году перешел на тот же факультет Харьковского университета, который окончил в 1897 году.
Работал заведующим отделом статистики и секретарем Совета Съезда горнопромышленников Юга России. Близкий сотрудник Н. Ф. фон-Дитмара. С 1912 г. — приват-доцент Харьковского университета, один из организаторов и ведущих сотрудников Харьковских высших коммерческих курсов (курсы политической экономии и экономической географии). В 1914 году создал Кабинет экономического изучения России ХВКК.
В 1916 году защитил как диссертацию магистра политической экономии в Харьковском университете первую часть своей монографии «Горная и горнозаводская промышленность юга России».
Занимал должность директора Харьковского коммерческого института (1919), ректора Харьковского института народного хозяйства (1919—1923), декана его экономического факультета, заведующего научно-исследовательской кафедрой мирового хозяйства ВУАН.
В 1920-е гг. служащий Высшего совета народного хозяйства УССР, последовательно занимая должности зав. научно-техническим издательством, члена комиссии по трестированию, зам. нач. экономич. управления, зав. экономич. отделом, нач. экономич. управления.
Активно участвует в экономической дискуссии, публикуя статьи в периодических изданиях «Украинский экономист», «Плановое хозяйство», «Хозяйство Донбасса».
Магистр политической экономии (1916), профессор. Удостоен ряда правительственных наград и почетных званий.

## Научные взгляды
Выдвинул и реализовал идею создания специализированного научно-исследовательского экономического учреждения. Научные интересы сосредотачивались на проблемах создания и функционирования крупных финансово-промышленных объединений, возможностях и методах экономического планирования на основе исследования экономической конъюнктуры. Один из пионеров использования математических и математико-статистических методов в экономическом анализе.

## Сочинения
- Горная и горнозаводская промышленность юга России. Т. 1-2. Харьков, 1915—1926.
  - Том 1
- Очерки экономического описания России: Из курса лекций, читанных на высших коммерческих курсах Харьковского купеческого общества в 1913—1914 гг. Харьков, 1914.
- Экономическое изучение России: К вопр. об учреждении «Института экономического изучения России». Харьков, 1914
- Синдикаты и тресты. Харьков, 1919.
- Каменноугольная промышленность СССР. Ч. 1.- Харьков, 1929.